# (14012) Amedee
(14012) Amedee ist ein Asteroid des Hauptgürtels, der am 6. Dezember 1993 vom japanischen Astronomen Tsutomu Seki am Geisei-Observatorium (Sternwarten-Code 372) in der Präfektur Kōchi auf der Insel Shikoku entdeckt wurde.
Der Himmelskörper wurde am 10. Dezember 2011 nach der kleinen, unbewohnten Insel Amedee im französischen Überseegebiet Neukaledonien benannt, deren Symbol der Leuchtturm Phare Amédée ist und der als erster französischer Leuchtturm aus Metall gebaut worden ist.